# Thoát vị
Thoát vị là tình trạng các tạng trong ổ phúc mạc đi ra ngoài giới hạn bình thường của ổ bụng, ra dưới da, qua các điểm yếu tự nhiên của thành bụng nhưng vẫn còn được bao phủ bởi túi phúc mạc.
Thoát vị có thể xảy ra ở nhiều vị trí nhưng trong thực tế thường gặp là thoát vị bẹn, thoát vị đùi, thoát vị rốn.
Khoảng 27% nam giới và 3% nữ giới phát triển một thoát vị bẹn ở một số thời điểm trong cuộc đời của họ.
Thoát vị nói chung gặp trong khoảng 5% dân số thế giới. Trong đó thoát vị bẹn chiếm khoảng 80% trong tổng số các loại thoát vị. Trong thoát vị bẹn, nam giới bị gấp 7-8 lần nữ giới. Khoảng 27% nam giới và 3% nữ giới bị thoát vị bẹn trong cuộc đời họ. Thoát vị bẹn thường gặp ở người lớn ngoài tuổi 50.
Thoát vị bẹn, đùi và bụng dẫn đến tử vong 51.000 ca vào năm 2013 và 55.000 ca vào năm 1990. Người ta không biết thoát vị ruột dưới phổ biến như thế nào nhưng ước tính tại Bắc Mỹ con số thay đổi từ 10 đến 80%. Mô tả đầu tiên được biết đến về một ca thoát vị có từ ít nhất là năm 1550 TCN ở Ebers Papyrus từ Ai Cập.

## Lịch sử

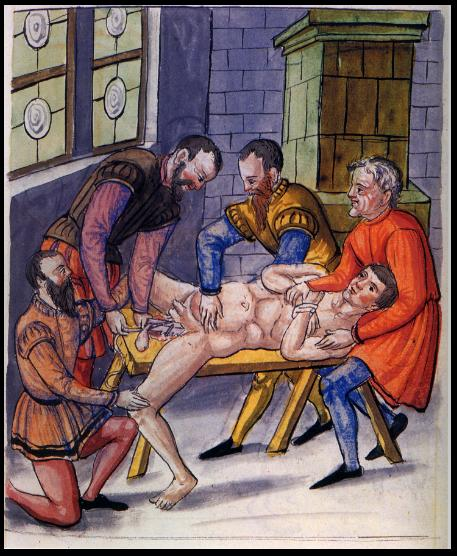
Giải phẫu thoát vị bẹn ở thế kỷ 16

## Phân loại
Có nhiều cách phân loại thoát vị và nhiều thuật ngữ khác nhau:
- Theo định khu: Thoát vị bẹn, thoát vị đùi, thoát vị rốn, thoát vị qua tam giác thắt lưng, thoát vị đĩa đệm cột sống.
- Theo nguyên nhân: Thoát vị bẩm sinh, thoát vị mắc phải.
- Theo tính chất: Thoát vị nghẹt, thoát vị đẩy lên được, thoát vị cầm tù.
- Thoát vị nội: Tạng thoát vị chui qua điểm yếu bên trong ổ phúc mạc và không nhìn thấy từ bên ngoài được, như thoát vị qua khe Winslow, qua lỗ bịt, qua lỗ cơ hoành, qua khe thực quản.
- Theo lâm sàng:Thoát vị không biến chứng và thoát vị nghẹt.

## Các dấu hiệu và triệu chứng

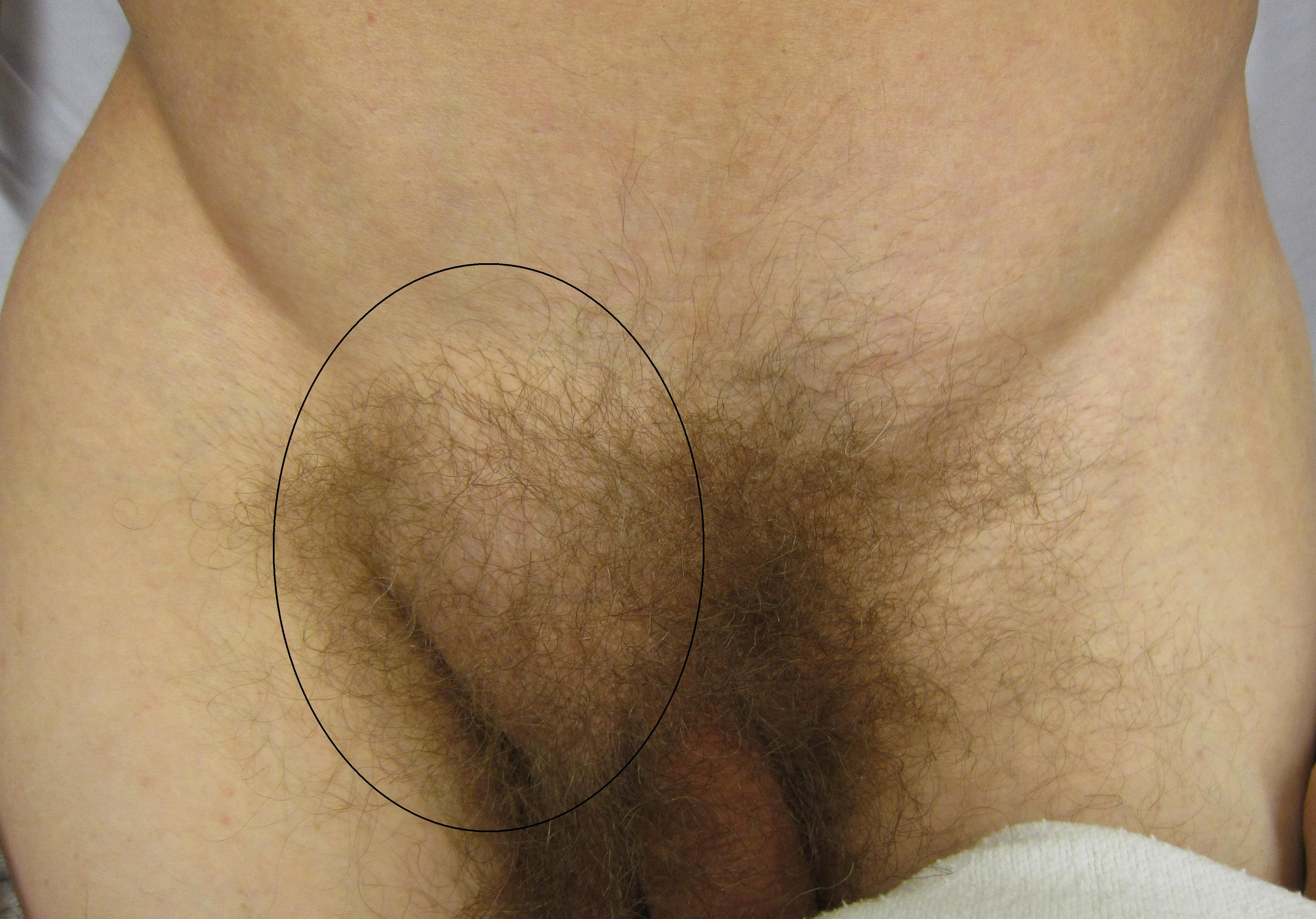
Frontal view of an inguinal hernia (right).

Hiện tượng thoát vị có nhiều dấu hiệu và triệu chứng khác nhau, phụ thuộc cụ thể vào từng dạng cụ thể và vị trí bị thoát vị
- Thoát vị rốn [5] khiến rốn phồng lên, mềm; qua vòng xơ ở đáy rốn, quai ruột non hoặc mạc nối có thể chui qua đó gây tình trạng rốn lồi.
- Thoát vị bẹn[6] thường gây ra khối phồng vùng bẹn bìu với các dấu hiệu: Khối phồng tách biệt với tinh hoàn, mật độ mềm, nắn bóp tức, to lên khi ho, lao động đi lại khó khăn, đau khi nghỉ ngơi hoặc cọ xát.
- Thoát vị đùi có triệu chứng cơ năng là: Đau gốc đùi Khối phồng tròn, bầu dục Thực thể: + Khối bầu dục trên trong tam giác Scarpa + Khối mềm, căng, to lên, không đau. + Khi đẩy vào bụng khối phồng mất đi, thấy lỗ thoát vị.
- Thoát vị đĩa đệm qua tam giác thắt lưng điển hình chính là thoát vị vùng thắt lưng - hông: Lúc này bệnh nhân có cảm giác bị đau dọc từ vùng thắt lưng xuống hông và lan xuống chân, cơn đau có lúc âm ỉ hoặc dữ dội do dây thần kinh tọa bị chèn ép, khối thoát vị bị lệch ra khỏi vị trí cấu tạo ban đầu.
- Thoát vị đĩa đệm cột sống xảy ra chủ yếu ở 2 vị trí là cột sống thắt lưng và cột sống cổ. trong đó triệu chứng thoát vị đĩa đệm cột sống cổ thường chia theo từng giai đoạn: Giai đoạn 1 có biểu hiện hạn chế khả năng vận động, khó cúi, quay cổ khó, đau dữ dội đốt sống cổ C5, C6. Giai đoạn 2 xảy ra các tình trạng tê và yếu liệt vùng vai cổ, cơn đau lan lên đầu. Giai đoạn 3 có biểu hiện gây đau rễ thần kinh, tê cóng tay, rối loạn vận động...

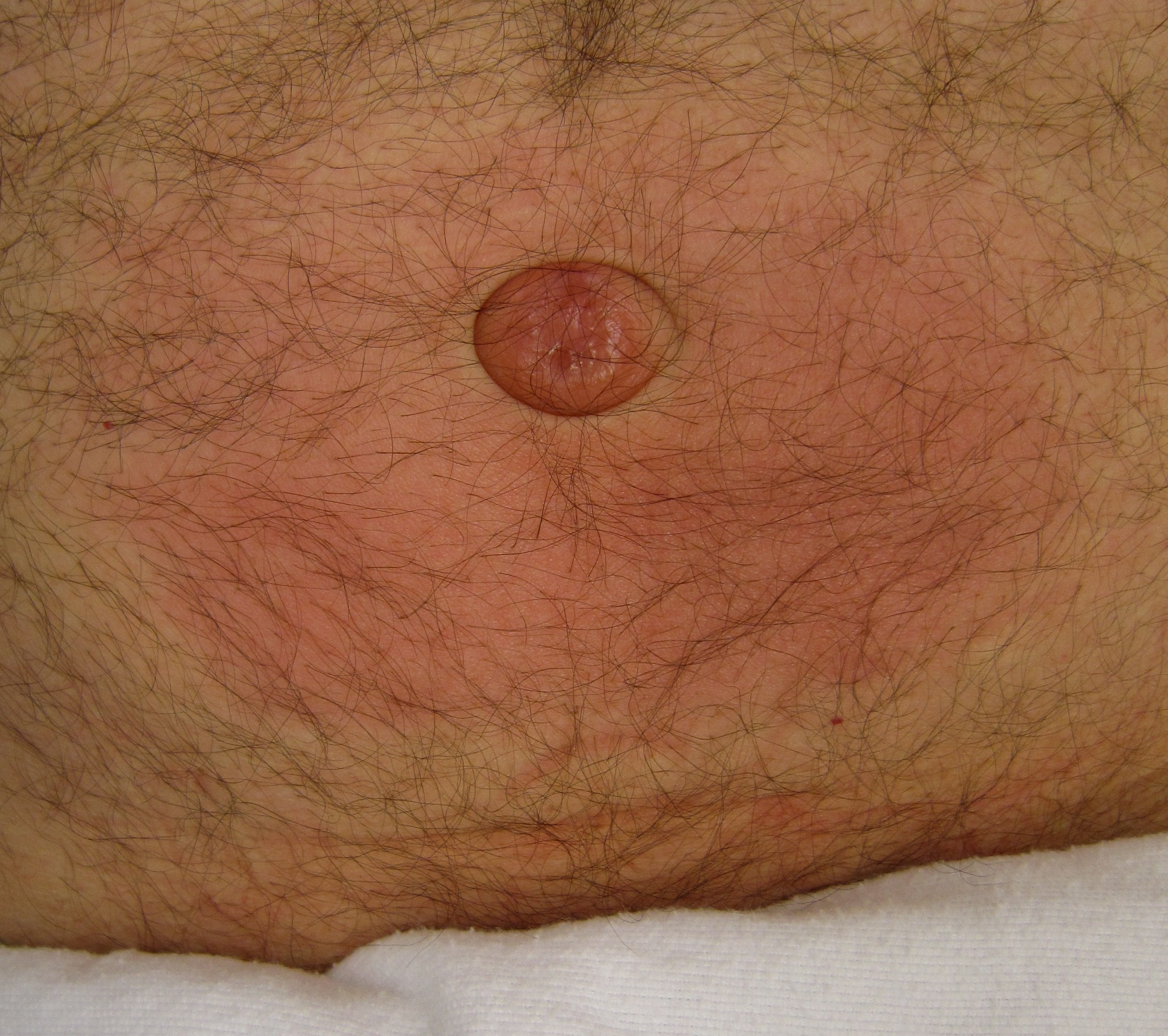
Umbilical hernia with surrounding inflammation

## Nguyên nhân
Nguyên nhân của thoát vị chịu tác động từ vị trí cụ thể. Có thể là chủ quan và khách quan như:
Nguyên nhân thoát vị rốn
- Ở giai đoạn bào thai, dây rốn đi xuyên qua một cái lỗ ở thành bụng của thai nhi. Khi bé được sinh ra, lỗ này dần dần được đóng lại một cách tự nhiên. Trong một số trường hợp, lỗ này không được bít lại và gây ra thoát vị rốn.
- Ở người lớn, nếu có sự tăng áp lực trong ổ bụng, có thể làm lỗ này dù đã được bịt kín lúc nhỏ, trở nên hở và qua đó, ruột có thể trào ra.
- Những nguyên nhân gây thoát vị rốn ở người lớn có thể là:
  - Béo phì.
  - Có thai nhiều lần.
  - Có dịch trong ổ bụng (cổ trướng).
  - Có vết mổ cũ đi ngang rốn.

Nguyên nhân thoát vị bẹn
Do tồn tại ống phúc tinh mạc (bẩm sinh) hay gặp ở trẻ em; có điểm yếu của cân cơ thành bụng (mắc phải) gặp ở người trưởng thành, chủ yếu là ở nam giới.
Những người có áp lực ổ bụng cao, thành bụng yếu: bí tiểu do bệnh phì đại tuyến tiền liệt (u xơ tiền liệt tuyến); táo bón thường xuyên; ho mãn tính; béo phì.
Nguyên nhân thoát vị đùi
Thoát vị đùi được đánh giá do ổ bụng chui qua chỗ yếu ở đáy tam giác Scarpa, xuống mặt trước đùi. Ống đùi không có sẵn, nó chỉ hình thành khi xẩy ra thoát vị đùi. Thoát vị đùi là loại thoát vị mắc phải, chủ yếu gặp ở nữ và tỷ lệ bị nghẹt rất cao (53 - 65%).
Nguyên nhân thoát vị đĩa đệm cột sống
Nguyên nhân thoát vị đĩa đệm cột sống được đánh giá là đa dạng nhất do nhiều yếu tố tác động từ bên ngoài và quá trình lão hóa xương bên trong gây nên gồm có:
- Thoái hóa cột sống
- Sai tư thế khi làm việc hoặc khi nằm
- Do gặp phải các chấn thương, tai nạn ảnh hưởng tới cột sống
- Thừa cân, béo phí khiến trọng lượng cơ thể tăng nhanh làm cột sống không chống chịu nổi

Và một số nguyên nhân khác như: Sử dụng chất kích thích, lạm dụng bia rượu, ăn uống thiếu dưỡng chất, di truyền... khiến cho giảm mật độ calci trong xương.